# Leptosphaeria culmifraga
Leptosphaeria culmifraga är en svampart som först beskrevs av Elias Fries, och fick sitt nu gällande namn av Ces. & De Not. 1863. Leptosphaeria culmifraga ingår i släktet Leptosphaeria och familjen Leptosphaeriaceae.   Inga underarter finns listade i Catalogue of Life.
I den svenska databasen Dyntaxa används istället namnet Phaeosphaeria minuscula för samma taxon.  Arten är reproducerande i Sverige.